# 中美翠蜂鸟
，是雨燕目蜂鸟科的一种鸟类。
中美翠蜂鸟体重约4.3克，翼长约54.6毫米，嘴峰长约20.1毫米，喙宽度约2毫米，喙厚度约1.8毫米，跗蹠长约4.6毫米，尾长约39.8毫米。中美翠蜂鸟在其分布区内为留鸟，其栖息在密集的高大树木组成的森林中，食性为草食性，主要食物来源是植物的花蜜。
中美翠蜂鸟分布于主要是伊斯帕尼奥拉岛的山地森林。该物种是单型物种，没有亚种分化。